# مری شاهبازیان
مری گاسپاری شاهبازیان (ارمنی: Անահիտ Գասպարի Շահզադեյան؛ انگلیسی: Mary Shahbazyan؛ ۲۶ دسامبر ۱۹۳۲) یک بازیگر تئاتر اهل ارمنستان است. 

## زندگی‌نامه
وی در در سوچی زاده شد و از آکادمی دولتی هنرهای زیبای ارمنستان (۱۹۵۸) فارغ‌التحصیل شد. وی همچنین برندهٔ جوایزی همچون مدال طلای وزارت فرهنگ جمهوری ارمنستان شده‌است.